# S113 (Amsterdam)
De S113 (stadsroute 113) is een verkeersweg in Amsterdam. De weg begint bij de A9 en S112 in Gaasperdam. Vanaf hier kronkelt de weg door Amsterdam-Zuidoost en loopt via de Middenweg richting het Centrum. De S113 eindigt bij de S100.

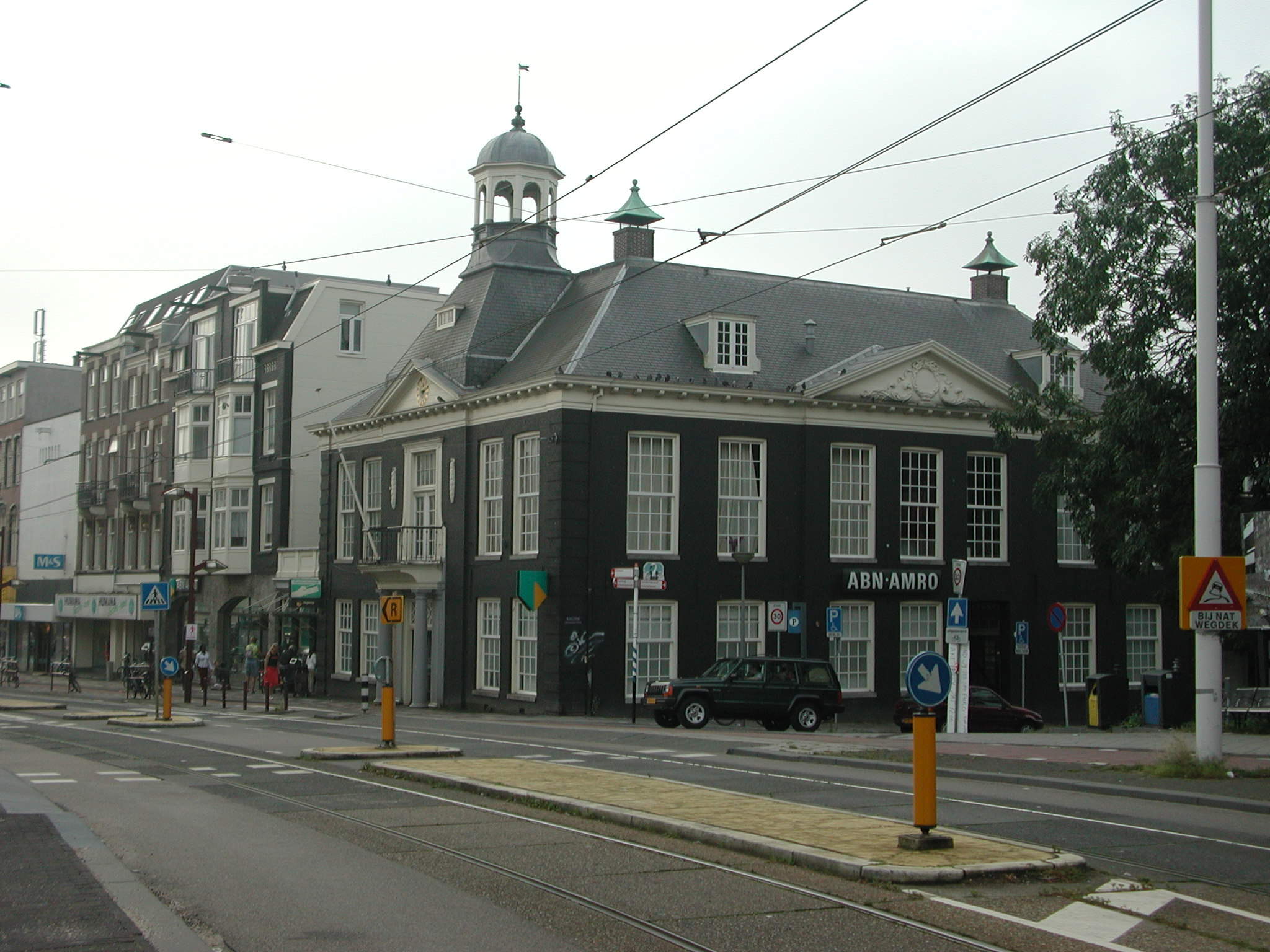
Het voormalig rechthuis van Watergraafsmeer aan de Middenweg en het zicht op de Oetewalerbrug.

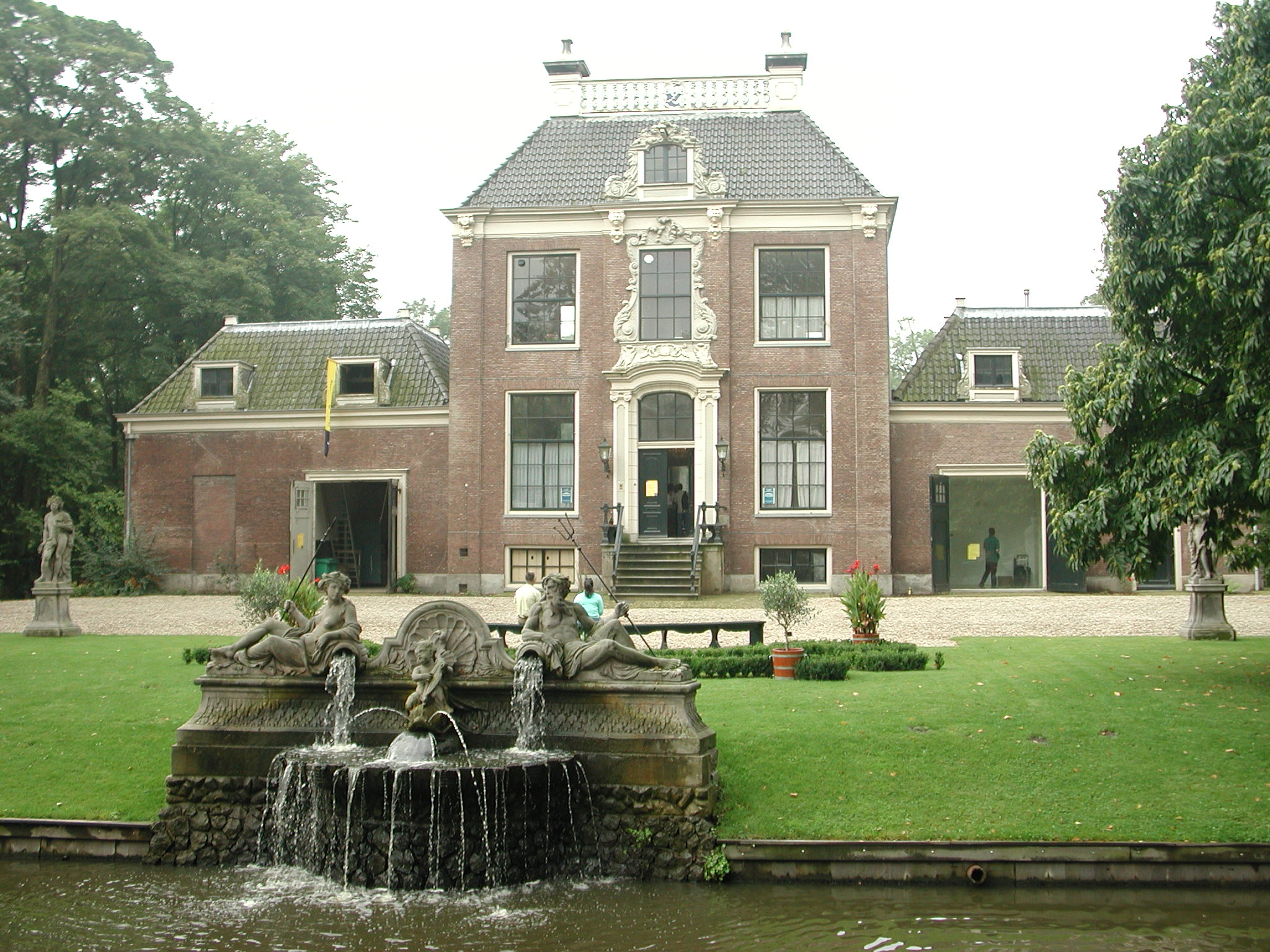
Frankendael, buitenhuis aan de Middenweg, onderdeel van de S113.

Ringweg A10 (Ringweg-West, -Noord / -Oost / -Zuid)

Overige autosnelwegen:
voorheen Muiderstraatweg (A1) · 
Utrechtseweg (A2) · 
Haagseweg (A4) · 
Westrandweg (A5) · 
Coentunnelweg (A8) ·
Gaasperdammerweg (A9)

Stadsroutes:
S100 ·
S101 ·
S102 ·
S103 ·
S104 ·
S105 ·
S106 ·
S107 ·
S108 ·
S109 ·
S110 ·
S111 ·
S112 ·
S113 ·
S114 ·
S115 ·
S116 ·
S117 ·
S118

Overige wegen:
Gooiseweg ·
Haarlemmerweg ·
Nieuwe Leeuwarderweg ·
Nieuwe Utrechtseweg

Knooppunten:
Amstel ·
Coenplein ·
De Nieuwe Meer ·
Holendrecht ·
Watergraafsmeer